# Albert Fitch Bellows
Albert Fitch Bellows (* 20. November 1829 in  Milford (Massachusetts); † 24. November 1883 in Auburndale (Massachusetts), Middlesex County) war ein US-amerikanischer Landschaftsmaler und Illustrator. Er gehörte der Hudson River School an und illustrierte das 1869 in New York erschienene Buch A description of the New York Central park.

## Leben und Werk
Albert Bellows, der Sohn von Albert Jones Bellows (1804–1869) und dessen Ehefrau Pamelia Fitch Bellows (1807–1845), studierte Architektur, kooperierte darauf zunächst in Boston mit dem Architekten John D. Towle († 1887) und wandte sich aber bald der Malerei zu. 1850 bis 1856 unterrichtete er an der New England School of Design in Boston. Seine Ausbildung als Maler vervollkommnete er in Paris und Antwerpen. 1858 zurück in New York, ging er 1867 wieder nach Europa und arbeitete knappe anderthalb Jahre in England. Über Belgien, Deutschland und die Schweiz ging es wieder zurück nach New York. Zuhause in New York unterhielt er zwei Ateliers und lehrte an der Cooper Union. Hatte er sich in Europa mit der Aquarellmalerei angefreundet, kam er später auf die Ölmalerei zurück und schuf schließlich 1878 bis 1883 Radierungen.

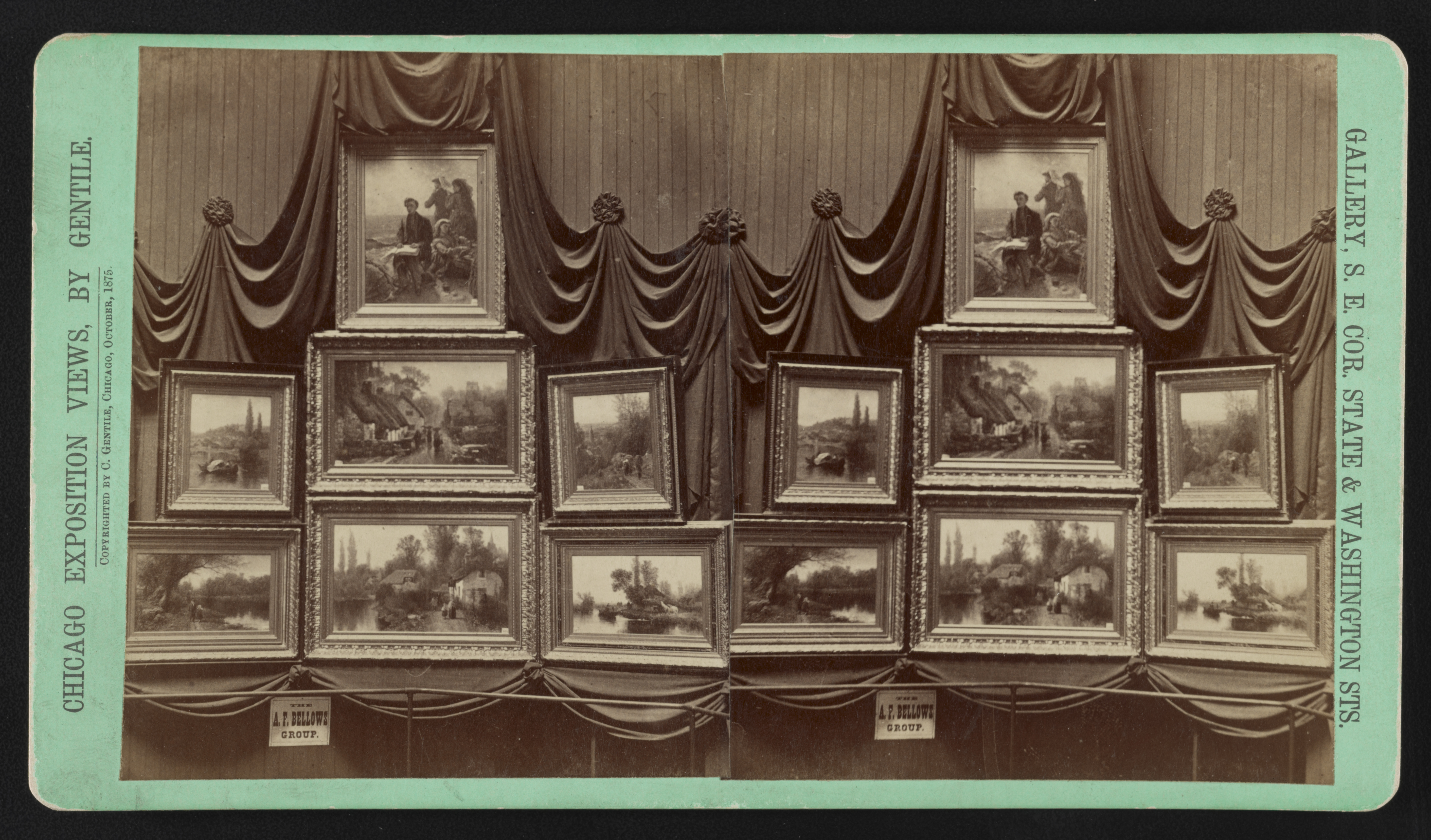
Albert Fitch Bellows auf der Chicago Interstate Industrial Exposition of 1875

Seine Bilder hängen in der  National Gallery of Art Washington, im Musée national des beaux-arts du Québec, im Brooklyn Museum New York und im Museum of Fine Arts Houston.
Albert Bellows heiratete am 5. Juli 1851 Candace J. Brown. Das Paar bekam einen Sohn.

## Mitgliedschaften
- Ab 1861 Mitglied der National Academy of Design
- Mitglied der American Watercolor Society
- Ehrenmitglied der Société royale belge des aquarellistes
- Mitglied
  - im New York Etching Club
  - in der Philadelphia Society of Etchers
  - in der Royal Society of Painter-Etchers and Engravers